# Ipi (Wesir)
Ipi war ein altägyptischer Beamter mit dem hohen Titel eines Wesires. Er amtierte wahrscheinlich am Beginn der 12. Dynastie.

## Datierung
Die genaue Datierung des Ipi ist umstritten. Er wird nicht außerhalb seines Grabes genannt, obwohl die Möglichkeit besteht, dass er mit einem gleichnamigen Schatzmeister identisch ist. Aus baugeschichtlichen Gründen wird neuerdings vermutet, dass sein Grab unter Amenemhet I. zu datieren ist, zu einer Zeit als dieser Herrscher noch in Theben residierte.

## Sein Grab
Ipi ist mit Sicherheit bisher nur aus seinem Grab (TT315) in Theben bekannt. Das unfertige Grab hat einen großen Hof und eine in den Fels gehauene glatte Fassade, von der ein Gang in die Kulträume führt, von denen wiederum ein Gang in die Grabkammer hinabgeht. Kulträume und Grabkammer fanden sich undekoriert. Nur der Sarkophag, der in den Boden der Grabkammer eingelassen war, ist mit religiösen Texten, Darstellungen und Titel und Namen des Ipi dekoriert.
In dem Hof des Grabes fand sich eine Kammer, in der alle Objekte, die bei der Einbalsamierung verwendet und nach der Mumifizierung Ipis dort niedergelegt worden waren. Es fanden sich ein großer Balsamierungstisch und zahlreiche Gefäße mit Natron und Leinen.
In dem Hof fand sich auch die Bestattung des Meseh, in der sich wiederum die berühmten Heqanacht-Briefe fanden. Heqanacht war ein Totenpriester des Ipi, dessen Korrespondenz zu seiner Familie in einem anderen Teil von Ägypten erhalten ist.